# FC Kasiysi
F.C. Kasiysi är en fotbollsklubb i Esbo, Finland. Den är ursprungligen från Dalsvik i Esbo. Men nu har den blivit större och är överallt i Esbo. 
När klubbens juniorer nått C-nivån bildades FC Espoo. Till FC Espoo kommer spelare både från FC Kasiysi och Leppävaaran Pallo (även kallad LePa). 